# Bataille de Baziège
Croisade des albigeois
Batailles
Chronologie de la croisade des albigeois
- Béziers
- Carcassonne

- Minerve
- Termes
- Lavaur
- Montgey
- 1er Toulouse
- Castelnaudary
- Muret

- Beaucaire
- 2e Toulouse
- Marmande
- Baziège
- 3e Toulouse

- Avignon
- Montségur

La bataille de Baziège est une bataille en rase campagne de la croisade des albigeois qui a lieu au prinptemps 1219 près de Baziège, dans le Lauragais. Elle oppose Raymond VII de Toulouse et le comte Raymond-Roger de Foix à certains seigneurs croisés comme Alain de Roucy ou Sicard VI de Lautrec. C'est une des rares victoires occitanes.
Elle est relatée dans la chanson de la croisade albigeoise.

## La bataille

### Contexte
Simon de Montfort, chef de la croisade, passe par Baziège en septembre 1217, avant d'aller assiéger Toulouse. Il trouve la mort au cours de ce long siège, en juin 1218. 
Son fils Amaury de Montfort lui succède et met bientôt le siège devant Marmande, ville cathare qui réclame le soutien du comte Raymond VII. Ce dernier, après avoir réuni ses troupes, se met sur le pied de guerre et se prépare à venir en aide aux assiégés. Mais alors même qu'il part, on lui annonce que son allié, le comte Raymond-Roger de Foix, est bloqué à Baziège par des croisés venant de Carcassonne avec tout son convoi de ravitaillement qu'il convoyait vers Toulouse. Le comte de Foix s'est replié dans la ville, où il est assiégé. Désormais, Raymond VII détourne ses troupes de Marmande pour prêter main-forte à son allié. 

### Le champ de bataille et les forces en présence
Le comte de Foix est retranché à Baziège, sur la rive droite de l'Hers, tandis que les croisés se sont placés sur la rive gauche, en face du village. Ce dernier est défendu par différents niveaux de douves, alimentés par la rivière, et possiblement par un petit rempart de terre. Le champ de bataille se situe dans les méandres de la rivière, jusqu'aux lieux-dits Las Puntas, La Boulbène et Les Landes.
Les seigneurs occitans sont nombreux. Le comte Raymond-Roger de Foix emmène ses deux fils, Roger-Bernard de Foix et Loup de Foix, ainsi qu'un certain nombre de seigneurs et faydits tels que Chabert de Barbaira ; Guilhem-Bernard d’Arnave (seigneur de Miglos) ; Raymond-Arnaud Delpech ; Aimery de Clermont ; Isarn Jourdain ; Guillaume de Niort ; Bernard-Amiel de Pailhès ; Jourdain de Cabaret (frère de Pierre Roger de Cabaret) ; Robert de Tinhes. Le comte Raymond VII de Toulouse guide quant à lui une importante troupe de seigneurs locaux, comme Arnaud II de Villemur (seigneur de Saverdun) et, peut-être, le comte Bernard IV de Comminges.
Les croisés ne sont pas en reste de puissants seigneurs. Ainsi on trouve parmi leurs rangs Alain de Roucy ; Foucault de Berzy et son frère Jean ; le comte Hugues de Lacy ; le vicomte Sicard VI de Lautrec ; Jean de Bouillon ; Thibaud de Nonneville ; Amaury de Lucy ; Evrard de Torlet ; Jean de Monceaux ; Pierre-Guillaume de Séguret ; Sicard de Montaut ; Jean de Lomagne ; Pierre-Guillaume de Séguret ; Jean de Berzy. Certains, comme le vicomte de Lautrec, dont le frère Bertrand combat avec les cathares, sont eux-mêmes occitans et ne combattent dans les rangs des croisés que pour obtenir de nouvelles terres ou l'indépendance vis-à-vis du comté de Toulouse.

### La bataille
Dès l'arrivée de Raymond VII près de Baziège, il harangue ses hommes et veut prendre part aux combats. Néanmoins, ses proches le convainquent de ne point le faire pour lui éviter la mort, qui serait catastrophique pour la cause cathare. C'est donc le comte de Foix qui commande le premier assaut. L'armée cathare se met en position et marche sur le camp croisé. Foucault de Berzy, qui commande ceux-ci, malgré ses craintes face au nombre de soldats ennemis décide d'engager le combat. Les autres capitaines croisés se disputent d'ailleurs quant à la marche à tenir. Si le vicomte Sicard VI de Lautrec conseille de fuir, Thibaud de Nonneville déclare que la victoire est assurée.
Les deux armées se font finalement face de part et d'autre de l'Hers, que les occitans franchissent. Ils appliquent alors un plan en trois étapes, dicté par le comte de Toulouse, qu'il avait déjà voulu réaliser en 1213 lors de la cuisante défaite de Muret, mais que le roi d'Aragon lui avait refusé. Cette fois-ci, la tactique est appliquée et fonctionne à la perfection. 
La cavalerie légère de Foix, composé d'arbalétriers et de lanciers, commence à harceler l'ennemi, l'affaiblissant et l'encerclant. Elle est suivie par la cavalerie lourde de Foix, puis celle de Toulouse. Ces deux bataillons massacrent l'ennemi, déjà quelque peu dérouté par la cavalerie légère : trop dispersée, l'armée croisée ne peut riposter et la mêlée tourne en sa défaveur. Le comte de Toulouse prend finalement lui-même part à l'assaut, et selon la chanson de la croisade albigeoise, il se montre plus brave que quiconque. Les croisés tentent par tous les moyens de le tuer, car s'il meurt, la rébellion occitane est finie. Pour finir, les fantassins occitans, composés de routiers du royaume de Navarre et de miliciens de Toulouse, entrent dans la bataille et par leur action, mettent un terme à celle-ci en massacrant les derniers croisés en état de se battre. La défaite est totale pour les croisés.

### Conséquences
Constatant leur défaite, Sicard VI de Lautrec, Alain de Roucy et Hugues de Lacy parviennent à s'enfuir. Les autres capitaines, s'ils ne sont pas morts sur le champ de bataille, sont emmenés captifs, ou pendu comme Pierre-Guillaume de Séguret. C'est le cas de Foucaud de Berzy, Jean de Berzy et Thibaud de Nonneville qui sont enfermés au château Narbonnais, avant d'être échangés contre des prisonniers cathares, comme Bernard-Othon de Niort. 
C'est la première défaite lors d'une bataille rangée infligée par les occitans aux croisés. Tandis que Raymond VII rentre glorieux à Toulouse, Amaury de Montfort se venge en massacrant la population de Marmande.

## Commémorations
Chaque année, les Médiévales de Baziège se tiennent dans divers lieux de la ville. Au cours de cet événement ont lieu des expositions, des conférences et des ateliers sur le thème de la bataille même, de la croisade des albigeois ainsi que de la vie au Moyen Âge. Une reconstitution a aussi lieu. Entre les 15 et 17 novembre 2019, la 25e édition de l'événement coïncidait avec le 800e anniversaire de la bataille.